# Крвави Ускрс на Плитвицама
Крвави Ускрс на Плитвицама је био инцидент који се догодио у рано пролеће 1991. године у националном парку Плитвице у Хрватској и сматра се првом озбиљнијом ескалацијом ситуације у Југословенским ратовима.

## Шта је претходило
22. априла 1990. године у СР Хрватској су одржани први послератни вишепартијски избори. На тим изборима победила је опција ХДЗ и Фрањо Туђман постаје председник Хрватске. Они преузимају власт већ крајем маја 1990. Нова власт ХДЗ се одмах показала у проусташком духу са идеалима НДХ. Чак је и раније Фрањо Туђман кокетирао са усташком емиграцијом.
Хрватски сабор је још 25. јула 1990. донео одлуку да шаховница постаје државни симбол СР Хрватске, па и то да шаховницу морају носити сви радници у државној служби на територији СР Хрватске. Први су се побунили радници СУП-а Книн. Зато што је шаховница Србима у Хрватској будила асоцијације на НДХ.
Њихови планови су били одвајање СР Хрватске од СФРЈ и прогон српског становништва са територије СР Хрватске. ХДЗ је већ од средине 1990. имао контролу над полицијом, тужилаштвом, медијима. У хрватском Сабору крајем децембра 1990. изгласан је тзв. Божићни устав, по коме су Срби избачени из Устава као конститутивни народ, и сведени су на националну мањину.
Током јесени 1990. почиње илегално наоружавање чланова ХДЗ и ХОС, преко Мађарске и Аустрије, а касније и прекоморских земаља у лукама: Ријека и Сплит.

## Анализа инцидента
Догађају на Плитвицама претходило је успостављање хрватске власти у полицијској станици у Пакрацу, када је одред хрватских специјалних јединица полиције изненадио и ухапсио српску полицијску посаду, која је претходно успоставила контролу над Пакрацом. У акцији није било жртава. Срби су решили да им се то не понови и то показали на Плитвицама.
У СУП-у Кореница су се налазили припадници милиције САО Крајине, који су били решени да одбране полицијску станицу, самим тим и заштите се од изненадних упада у своја села, да им се не би поновила судбина њихових предака као из времена НДХ. Исто тако милицајци су запосели и сам национални парк "Плитвице" 29. марта 1991. јер је тамошња управа била под надзором Загреба.
По налогу владе Хрватске, односно тадашњег премијера Јосипа Манолића, МУП Хрватске шаље 31. марта 1991. године на Плитвичка језера око 400 полицајаца из кампа Ракитје код Загреба (под командом Јосипа Луцића) и АТЈ Лучко (под командом Младена Маркача), који су имали циљ да запоседну полицијску станицу у Кореници, јер је СУП Кореница отказао послушност Загребу и влади Хрватске. У преподневним часовима дошло је до размене ватре између милицајаца САО Крајине и припадника МУП-а Хрватске, која је потрајала неколико сати. Тромблонска мина која је погодила аутобус није експлодирала. 20 Срба је ухапшено, а међу њима и Горан Хаџић из Вуковара, који је касније под неразјашњеним околностима пуштен из КПД Лепоглава, након неколико недеља, иако је у оптужници стајало да је оптужен за "оружану побуну и тероризам". Погинуле су две особе и повређено је око двадесет. Два полицајца која су погинула у размени паљбе - са сваке стране по један (Јосип Јовић са хрватске, и Рајко Вукадиновић са српске) - прве су жртве у грађанском рату насталом на рушевинама СФРЈ. Био је то догађај који ће Срби назвати „Крвави Васкрс“, са очигледном асоцијацијом на догађај из периода НДХ.
Хрватски полицајци су били бројчано јачи и боље опремљенији, па су успели да запоседну полицијску станицу у Кореници, али не задуго јер је овај сукоб проузроковао интервенцију ЈНА која је своје мешање објаснила потребом да се уметне између сукобљених страна. Показало се да полицијски резервисти САО Крајине нису имали снаге која би се могла супротставити већ ојачалим снагама МУП-а Хрватске и почело је убрзано наоружавање и организовање.
Хрватска је рачунала са ратом, што ће касније потврдити и њен председник Туђман када је у говору на Јелачићевом тргу рекао да независност није била могућа без рата. Хрватски екстремисти ликвидирали су почетком јула Јосипа Рајл-Кира, обласног шефа полиције у Осијеку и хадезеовца, који је покушавао да одржи атмосферу релативне толеранције.

## Последице
Након овог инцидента на Плитивицама, ситуација у СР Хрватској се још више заоштрила. Хрватска пропаганда је "добила жртву" Јосипа Јовића, са којим је манипулисала испред хрватске јавности. Почео је медијски рат уперен против Срба у Хрватској, СФРЈ и ЈНА. СФРЈ је већ била пред ратом, и ситуација се после овог догађаја из дана у дан погоршавала.
Јосип Бољковац, министар полиције из времена 1990—1991, је 2011. године објавио књигу "Истина мора изаћи ван", у којој је рекао да је рат у Хрватској почео нападом на Србе, мислећи на Инцидент на Плитивицама 31. марта 1991. и у Борову Селу 2. маја 1991. Исто тако је изнео доказе који су говорили у прилог томе да је хрватски полицајац Јосип Јовић убијен са леђа од неког колеге из своје јединице. Убијен је оружјем аутоматска пушка тзв. пумпарица, које су хрватске власти куповале раније на илегалном тржишту оружја.
Бољковац је такође потврдио још једну више него занимљиву чињеницу, а то је разлог пуштања Горана Хаџића (каснијег председника РСК) на слободу - пристанак на сарадњу са хрватским властима, што ће рећи да се вероватно ради о шпијунажи. Судећи по каснијим одлукама и потезима самог Хаџића, ова тврдња Бољковца и те како добија на значају.